# Радя, Тимофей Васильевич
Тимофей Ра́дя (13 февраля 1988 год) — современный российский художник. Работает в области стрит-арта. Живёт и работает в Екатеринбурге.

## Биография
Родился в Свердловске, изучал философию. Начинал с граффити в городской среде. Первая работа в городе создана в 2005 году. Радя начал заниматься стрит-артом на последних курсах университета. Обучаясь на философа, он осознал улицу как продолжение своего жилого пространства — территорию, за которую каждый из нас несет ответственность. Первая надпись— «Life is like a video game without chance to win». Началом своего художественного пути Радя называет серию плакатов «Первые полосы». С 2010 года вместе с командой работает на улицах Екатеринбурга и других городов: Алматы, Безансон, Берлин, Будё, Владивосток, Владикавказ, Выкса, Катовице, Киев, Красноярск, Москва, Нижний Новгород, Нью-Йорк, Париж, Пермь, Самара, Санкт-Петербург, Стокгольм, Тромсё, Хельсинки
В своих работах Радя обращается как к лирическим темам, так и к острополитическим вопросам. Большая часть проектов уникальны и привязаны к месту. Многие работы на данный момент существуют только в виде документации, многие проекты созданы нелегально.

### Известные работы

#### «Первые полосы»
(апрель 2010), независимый проект, Екатеринбург, нелегально
Серия плакатов, сделанных из полос газет, которые вышли 12 апреля 1961 года.
Для меня полет в космос больше, чем техническое достижение или историческая дата. Я думаю многие люди, участвовавшие в подготовке полета, приложили просто невероятные, выдающиеся усилия, чтобы добиться цели. Можем ли мы делать это сейчас? В этот день мир стал другим.

Тимофей Радя

#### «Фигура #1: Стабильность»
(декабрь 2012), независимый проект, Россия, нелегально
Карточный дом из щитов ОМОНа с троном на вершине объекта. Конструкция была установлена в декабре 2012 года в заснеженном поле. «Стабильность» простояла недолго, разрушилась под порывом ветра в первые же часы. Позже в Нью-Йорке художник повторил эту композицию из щитов с надписью «Police»;

#### «Я бы обнял тебя, но я просто текст»
(июнь 2013), независимый проект, Екатеринбург, нелегально
С одной стороны, она может стать манифестом для влюбленных по переписке, которые ни разу не видели друг друга. Но есть и другое прочтение: работа выглядит как реверанс размышлениям об искусстве в XX веке. Когда Рене Магритт писал на изображении трубки «это не трубка», он как раз подчеркивал, что картина существует сама по себе — и к предметам вроде трубки она не имеет отношения. Как и текст об объятиях не заменит саму «обнимашку».

Оксана Маякова

#### «Фигура #2: Игра»
(март 2014), независимый проект, где-то в заснеженном поле, нелегально
Пять олимпийских колец с фальшивыми пятитысячными купюрами;

#### «Эй ты люби меня»
Май 2015, ЦСИ «Заря»

#### «Чем больше света, тем меньше видно»
(август 2015), проект для АРТБАТ ФЕСТ 6, Алматы

#### «Вы распинаете свободу, но душа человека не знает оков»
(август 2016), Независимый проект, Санкт-Петербург, нелегально
«3 августа 1976 года на стене Петропавловской крепости появляется надпись, видная издалека: „Вы распинаете свободу, но душа человека не знает оков!“. 13 сентября арестовывают художников Юлия Рыбакова и Олега Волкова.
„Мы сделали её в знак протеста против гонений на свободных художников, запрета наших выставок, в память о погибшем от рук чекистов художнике Евгении Рухине. Это было в августе, когда вообще-то не бывает наводнений. Но именно в эту ночь, в это утро вода в Неве поднялась так, что подойти к надписи посуху было невозможно. Чекистам пришлось плыть туда на резиновых лодках, бродить по воде в резиновых сапогах и что-то предпринимать. Они обнаружили в Петропавловской крепости гробовую мастерскую и стали закрывать буквы крышками от гробов.“

Рыбакова приговаривают к 6 годам в лагере усиленного режима, Волкова — к 7 годам строгого. На снимке — утро 4 августа 1976 года, стена Петропавловской крепости. Надпись в тот же день замазали, но её успели сфотографировать.»

#### «Кто мы, откуда, куда мы идём?»
(сентябрь 2017), специальный проект Уральской индустриальной биеннале, при поддержке Artwin Gallery. Екатеринбург
Как работает вопрос? Сначала кажется, что он устроен как заклинание. Но на деле это надежный и точный механизм. Я использую вопрос как навигационную систему: три ответа позволяют ориентироваться мгновенно, обращаясь одновременно к настоящему, прошлому и будущему. Пользуясь этими тонкими, но прочными связями можно преодолеть время (как тот корабль), иначе время преодолеет тебя

Тимофей Радя

#### «Все это не сон»
(сентябрь 2018), проект для фестиваля Арт-Овраг, Выкса

## Награды
1. Гран-при ярмарки искусств Cutlog (Нью-Йорк);
2. Лауреат премии «Новая генерация»;
3. Финалист национальной премии Кандинского в области современного искусства (манифест «Всё, что я знаю об уличном искусстве», написанного на здании завода в Санкт-Петербурге, 2014 год);
4. Журнал Forbes внес в список «Самых перспективных молодых художников России»[4]